# City of West Torrens
City of West Torrens är en region i Australien. Den ligger i delstaten South Australia, nära delstatshuvudstaden Adelaide. Antalet invånare är 58 158. Arean är 37 kvadratkilometer.
Följande samhällen finns i City of West Torrens:
- Plympton
- Thebarton

Runt City of West Torrens är det i huvudsak tätbebyggt. Runt City of West Torrens är det mycket tätbefolkat, med 1 754 invånare per kvadratkilometer. Genomsnittlig årsnederbörd är 593 millimeter. Den regnigaste månaden är juli, med i genomsnitt 95 mm nederbörd, och den torraste är december, med 13 mm nederbörd.